# Gare de Gironde
La gare de Gironde est une gare ferroviaire française de la ligne de Bordeaux-Saint-Jean à Sète-Ville, située sur le territoire de la commune de Gironde-sur-Dropt, dans le département de la Gironde en région Nouvelle-Aquitaine.
Elle est mise en service en 1855 par la Compagnie des chemins de fer du Midi et du Canal latéral à la Garonne (Midi). 
C'est une halte voyageurs de la Société nationale des chemins de fer français (SNCF) du réseau TER Nouvelle-Aquitaine, desservie par des trains express régionaux.

## Situation ferroviaire
Établie à 20 mètres d'altitude, la gare de Caudrot est située au point kilométrique (PK) 55,435 de la ligne de Bordeaux-Saint-Jean à Sète-Ville, entre les gares de Caudrot et de La Réole.

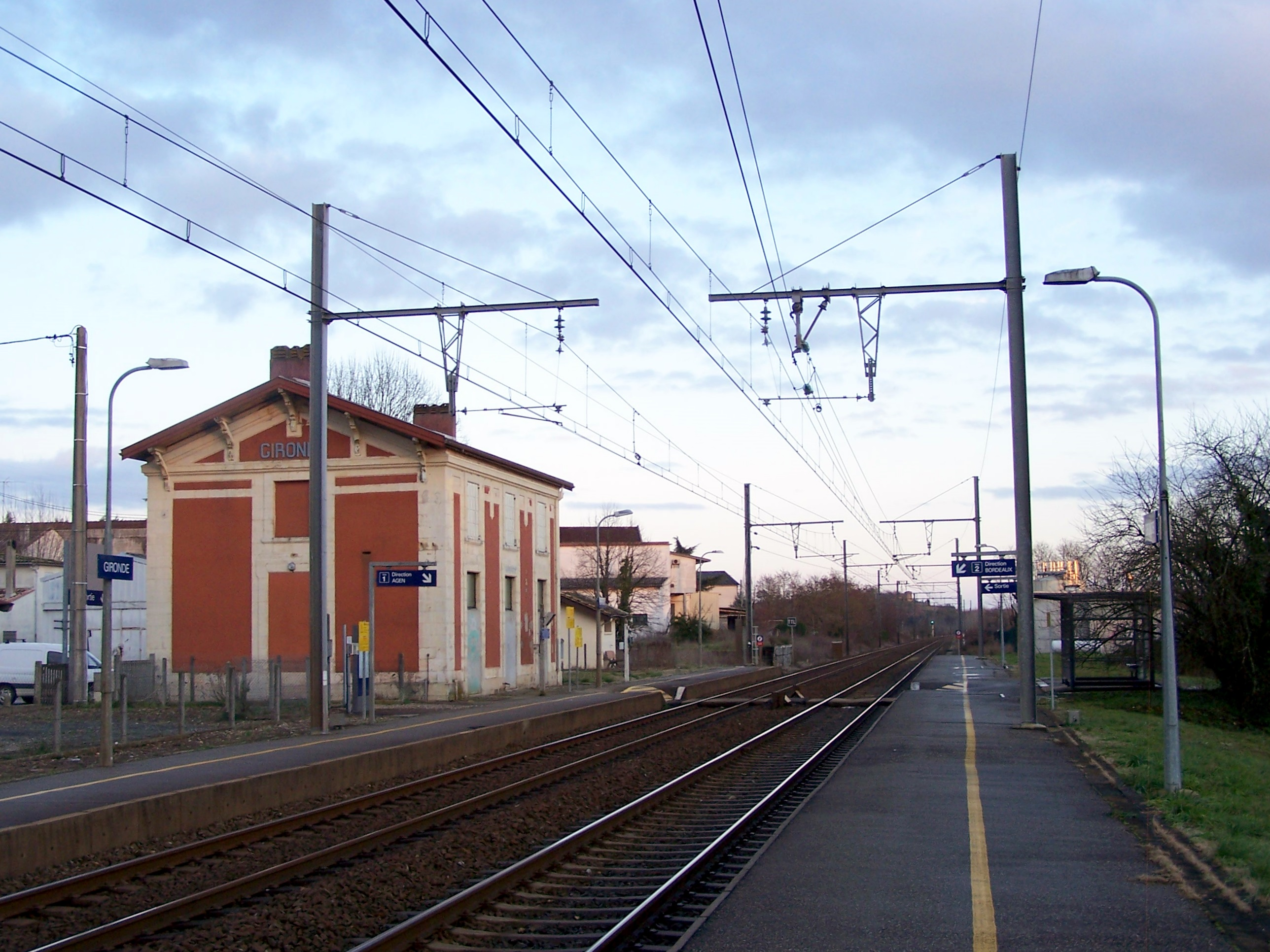
Voies et quais de la halte SNCF.

## Histoire

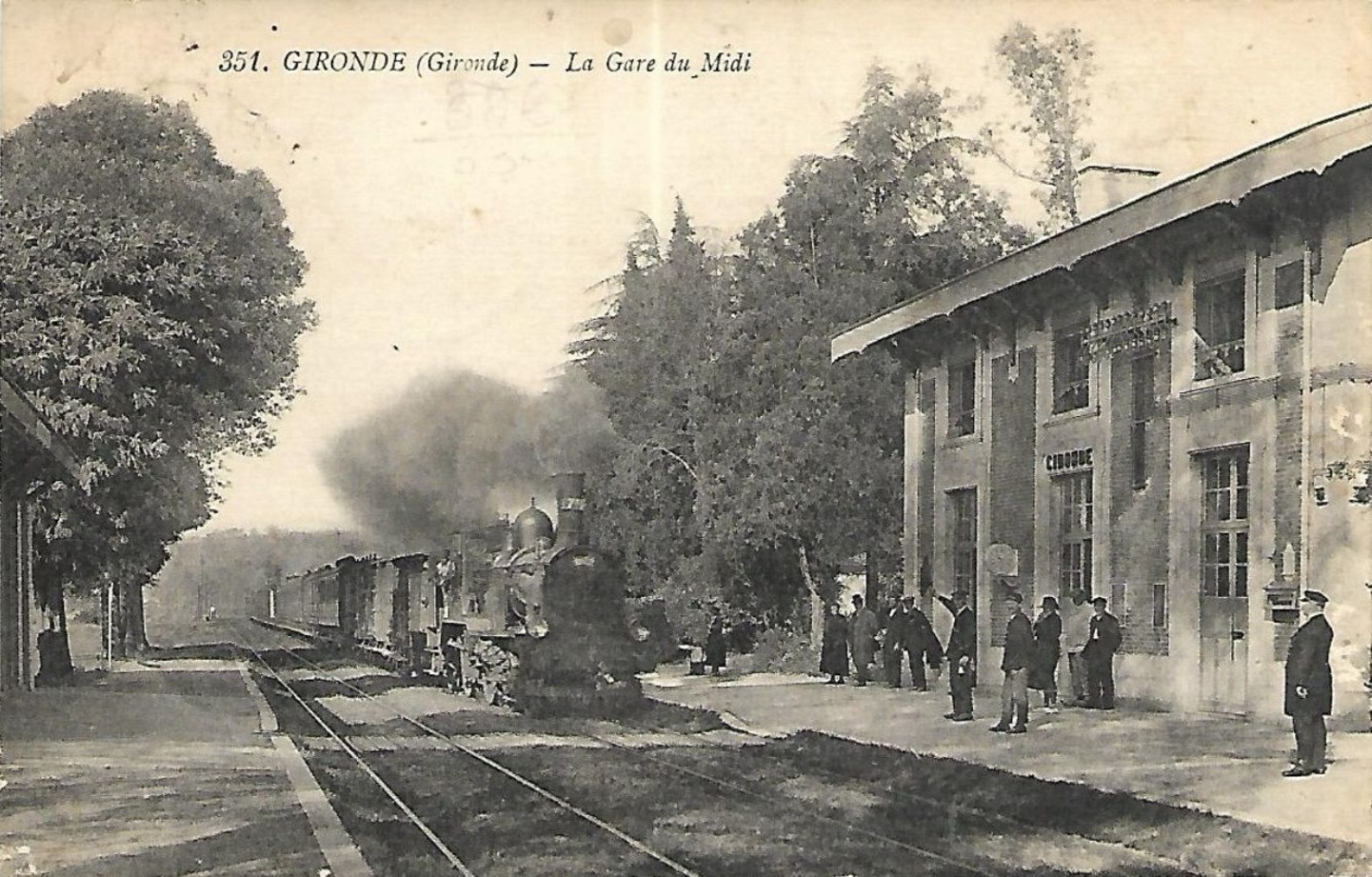
La gare au début du XXe siècle.

La station de Gironde est mise en service le 4 décembre 1855 par la Compagnie des chemins de fer du Midi et du Canal latéral à la Garonne (Midi), lorsqu'elle ouvre à l'exploitation la section de Langon à Tonneins de son chemin de fer de Bordeaux à Cette.
En 2014, c'est une halte voyageurs d'intérêt local (catégorie C : moins de 100 000 voyageurs par an de 2010 à 2011), qui dispose de deux quais, un abri et une traversée de voie à niveau par le public (TVP).

## Fréquentation
De 2015 à 2023, selon les estimations de la SNCF, la fréquentation annuelle de la gare s'élève aux nombres indiqués dans le tableau ci-dessous.
| Année     | 2015  | 2016  | 2017  | 2018  | 2019  | 2020  | 2021  | 2022  | 2023  |
| --------- | ----- | ----- | ----- | ----- | ----- | ----- | ----- | ----- | ----- |
| Voyageurs | 2 968 | 3 028 | 2 468 | 1 725 | 3 176 | 3 107 | 4 266 | 4 333 | 7 027 |

## Service des voyageurs

### Accueil
Halte SNCF, c'est un point d'arrêt non géré (PANG) à accès libre.
Un passage à niveau planchéié permet la traversée des voies et l'accès aux quais.

### Desserte
Gironde est une halte voyageurs du réseau TER Nouvelle-Aquitaine, desservie par des trains express régionaux de la relation Bordeaux - Langon - Agen (ligne 44).

### Intermodalité
Un parc pour les vélos y est aménagé et le stationnement des véhicules est possible à proximité de l'entrée de la halte.

## Patrimoine ferroviaire
L'ancien bâtiment voyageurs d'origine, compagnie du Midi 1855, est constitué d'un bâtiment de base rectangulaire à trois ouvertures et un étage sous une toiture à deux pans couvertes en tuiles.